# 수염남극양태과
수염남극양태과(Artedidraconidae)는 페르카목에 속하는 조기어류과의 일종이다. 4개 속으로 이루어진 해양 어류이다. 남극의 심해에 서식한다. 해부학적 특징으로는 턱에 수염이 있고, 아가미뚜껑에 갈고리 모양의 가시가 있다.

## 하위 속
- Artedidraco - 수염남극양태(A. orianae), 짧은수염남극양태(A. skottsbergi) 포함.
- Dolloidraco
- 날개수염남극양태속 (Histiodraco) - 유일종 날개수염남극양태(H. velifer)
- Pogonophryne - 마불수염남극양태(P. marmorata) 포함.